# أسماك القط المدرعة
أسماك القط المدرعة أو كالشيتايدي أو كالستيدي (باللاتينية: Callichthyidae)، هي فصيلة أسماك تنتمي لرتبة قرموط Siluriformes .